# ジャーモール・チャーロ
ジャーモール・チャーロ（Jermall Charlo、1990年5月19日 - ）は、アメリカ合衆国のプロボクサー。テキサス州リッチモンド出身。元IBF世界スーパーウェルター級王者。元WBC世界ミドル級王者。世界2階級制覇王者。
双子の弟は世界スーパーウェルター級4団体統一王者のジャーメル・チャーロ。

## 来歴

### プロボクシング
2008年9月12日、プロデビューを果たし2回47秒TKO勝ちで白星でデビューを飾った。

#### スーパーウェルター級
2015年7月18日、IBF世界スーパーウェルター級王者コーネリアス・バンドレイジに指名挑戦者として挑戦する予定だったが、バンドレイジがスパーリング中に左目の上をカットして試合延期となった。
2015年9月12日、コネチカット州レッドヤードにあるフォックスウッズ・リゾート・カジノでピーター・クイリンVSマイケル・ゼラファの前座でIBF世界スーパーウェルター級王者のコーネリアス・バンドレイジと対戦し、3回2分33秒KO勝ちを収め王座獲得に成功した。
2015年11月28日、ヒューストンのザ・ボブ・ファクトリーでIBF世界スーパーウェルター級14位のウィルキー・キャンプフォートと対戦し、4回1分16秒TKO勝ちを収め、初防衛に成功した。
2016年5月21日、ザ・コスモポリタン内チェルシー・ボール・ルームでエリスランディ・ララVSバネス・マーティロスヤンの前座で元WBA世界スーパーウェルター級王者でIBF世界スーパーウェルター級9位のオースティン・トラウトと対戦し、12回3-0（116-112×2、115-113）の判定勝ちを収め、2度目の防衛に成功した。
2016年7月、チャーロはこれまでコンタクトレンズを装着して試合を行ってきたが、同様に視力の悪かった弟のジャーメル・チャーロがレーシック手術で視力が回復したことで、自身もレーシック手術を受けた。
2016年10月、IBFから指名挑戦者のジュリアン・ウィリアムズ と対戦するよう義務付けられていたが、レーシック手術を受けたことで60日間の試合延期が認められた。
2016年12月10日、ロサンゼルスの南カリフォルニア大学構内にあるガーレン・センターでアブネル・マレスVSヘスス・クエジャルの前座でIBF世界スーパーウェルター級1位のジュリアン・ウィリアムズと対戦し、5回2分6秒TKO勝ちを収め、3度目の防衛に成功した。この試合でチャーロは55万ドル（約6200万円）、ウィリアムズは25万ドル（約2800万円）のファイトマネーを稼いだ。
2017年2月16日、ミドル級に転向した為王座を返上した。

#### ミドル級
2017年7月29日、ニューヨーク市のバークレイズ・センターにてエイドリアン・ブローナー対ミゲル・アンヘル・ガルシア戦の前座でWBC世界ミドル級1位のホルへ・セバスチャン・エイランドとWBC世界ミドル級挑戦者決定戦を行い、4回2分13秒TKO勝ちを収めゲンナジー・ゴロフキンへの挑戦権獲得に成功した。
2018年1月23日、同年3月3日にニューヨークのバークレイズ・センターでWBC世界ミドル級4位のウーゴ・センテノ・ジュニアとWBC世界ミドル級暫定王座決定戦を行うことが決定したが、2月23日、センテノが練習中にわき腹を痛めた為、WBC世界ミドル級暫定王座決定戦は同年4月21日に延期となった。
2018年4月21日、ニューヨークのバークレイズ・センターにてエイドリアン・ブローナーVSジェシー・バルガスの前座で、WBC世界ミドル級4位のウーゴ・センテノ・ジュニアとWBC世界ミドル級暫定王座決定戦を行い、2回55秒KO勝ちを収め暫定王座ながらも2階級制覇を達成した。
2018年12月22日、バークレイズ・センターでマット・コロボフと対戦し、判定勝ちを収め、初防衛に成功した。当初はウィリー・モンロー・ジュニアが対戦相手だったが、試合1週間前の12月15日にWBCが推進するクリーン・ボクシング・プログラムによるVADAのドーピング検査で、モンローからステロイド系の禁止物質が検出されたことでニューヨーク州アスレチックコミッションとWBCがモンローの出場を許可せず欠場となり、前座で他の相手と対戦予定だったコロボフが代わりを務めることになった
。
2019年6月26日、正規王者だったサウル・アルバレスがWBCフランチャイズ王座に認定されたことを受けチャーロは正規王座に認定された。
2019年6月29日、ヒューストンのNRG・アリーナにてWBC世界ミドル級12位のブランドン・アダムスと対戦し、判定勝ちを収め、2度目の防衛に成功した。
2020年9月26日、コネチカット州のモヒガン・サン・カジノでセルゲイ・デレフヤンチェンコと対戦し、判定勝ちを収め、4度目の防衛に成功した。二部構成の興行として行われ、第一部のメインイベントにジャーモールが出場し、第二部のメインイベントに双子の弟・ジャーメルが出場した。
2021年6月19日、ヒューストンのトヨタセンターにてファン・マシアス・モンティエルと対戦し、12回3-0（118-109、119-109、120-108）判定勝ちを収め、5度目の防衛に成功した。
2023年5月18日、約2年間試合を行っていないのにもかかわらず世界王座を剥奪されないチャーロについて、WBCのマウリシオ・スライマン会長がチャーロは深刻なメンタルヘルスが原因で長期の活動休止中であることを明かした。後にチャーロ本人も「ある時まで、メンタルヘルスが何なのかさえ知らなかった。多くの人々は自分のセンシティヴな面を見せたがらない」「ボクシングから離れる必要があった。それが現実だ仕方ない。試合をしなかったことで責められるのは構わないが、後悔するより健全でいたいんだ」とメンタルヘルスだったことを告白している。
2023年11月25日、2年5か月ぶりに試合を行い、ネバダ州ラスベガスのミケロブ・ウルトラ・アリーナにてデビッド・ベナビデス対デメトリアス・アンドラーデの前座で、ホセ・ベナビデスと163ポンドのキャッチウェイト契約のノンタイトル10回戦で対戦予定だったが、前日計量でチャーロは契約体重の163ポンドを3.4ポンド超過、再計量でもチャーロはさらに0.2ポンド超過し、3.6ポンド（1.6キロ）の体重超過で計量失格となったため、両陣営が協議した結果、チャーロが罰金を支払った上で試合が行われることになり、チャーロが10回判定勝ちを収めた。
2024年5月7日、WBCはチャーロが保持していたWBC世界ミドル級王座について剥奪する措置を下し、チャーロへの指名挑戦権を得ていた暫定王者のカルロス・アダメスが正規王者として認定された。

#### スーパーミドル級
2025年5月31日、ネバダ州ラスベガスのミケロブ・ウルトラ・アリーナでカレブ・プラント対アルマンド・レセンディスの前座および1年6ヶ月ぶりの試合ならびにスーパーミドル級転向戦としてWBA世界同級11位のトーマス・ラマンナとWBAアメリカ大陸同級王座決定戦を行い、ラマンナのダメージが深刻であったため6回開始直後にドクターチェックが入り、ドクターストップにより6回1秒TKO勝ちを収め王座獲得に成功した。

## 犯罪・トラブル
2021年8月25日、弟ジャーメル・チャーロの防衛戦前夜となる7月16日に、試合会場近くのサンアントニオのバーで店員から現金を奪った強盗容疑で逮捕された。チャーロの持っていたクレジットカードで決済できず、バー店員から現金など別の支払いを提案されると激怒。店員とマネージャーを怒鳴りつけ、店員が持っていた会計用の現金を奪い取り、バーを立ち去ったとされ、また、その際に店員にぶつかり転倒した店員が脚を負傷したとされている。
2022年2月1日、証拠不十分でチャーロに対する強盗容疑が却下された。
2022年2月11日、前年の9月5日に甥を殴ったとする家族への暴行容疑で逮捕・起訴されたが、9月23日に証拠不十分で家族への暴行容疑が却下された。
2024年4月16日、家族への暴行による傷害容疑および免許停止中の運転容疑で逮捕され、15500ドルの保釈金を支払い釈放された。
2024年5月6日、テキサス州で酒気帯び運転と警察からの逃走の容疑で逮捕された。チャーロは酒を飲んだ状態で愛車の赤色のランボルギーニ・ウルスを運転していた際に他の車と衝突事故を起こし相手ドライバーと口論した後、警察の到着を待たずに現場から逃走。警察に追跡されながら約1マイルを走行し、赤信号を通過しようとしたチャーロの車の前に別の警官が駐車したことでようやく停車し逮捕された。逮捕後に行われた血液検査では血中アルコール濃度がテキサス州での基準値の0.08％を超える0.15％以上が検出され、酒気帯び運転ならびに事故現場と警官からの逃走といった軽犯罪で起訴されたが、チャーロが9500ドル（約149万円）の保釈金を裁判所に支払ったことで釈放された。
2024年9月2日、2024年5月のテキサス州での酒気帯び運転での衝突事故と事故現場から逃走した件について、チャーロは酒気帯び運転の罪で起訴された。チャーロの弁護士のケント・シャファーはボクシングシーンの取材で事故発生当時「ジャーモールはトレーニング中だ」「彼はいかなる種類の薬物も使用していない」「我々は良い解決策があるだろうと楽観している」と語った。

## 戦績
- プロボクシング：34戦 34勝 (23KO) 無敗

| 戦           | 日付           | 勝敗 | 時間    | 内容    | 対戦相手                         | 国籍           | 備考                                      |
| ------------ | -------------- | ---- | ------- | ------- | -------------------------------- | -------------- | ----------------------------------------- |
| 1            | 2008年9月12日  | ☆    | 2R 0:47 | TKO     | シマロン・デービス               | アメリカ合衆国 | プロデビュー戦                            |
| 2            | 2008年10月10日 | ☆    | 4R      | 判定3-0 | マリオ・ヘルナンデス             | アメリカ合衆国 |                                           |
| 3            | 2009年4月25日  | ☆    | 4R      | 判定3-0 | アンソニー・ボウマン             | アメリカ合衆国 |                                           |
| 4            | 2009年6月6日   | ☆    | 2R 2:07 | TKO     | テレル・デービス                 | アメリカ合衆国 |                                           |
| 5            | 2009年7月11日  | ☆    | 6R      | 判定3-0 | デオン・ナッシュ                 | アメリカ合衆国 |                                           |
| 6            | 2009年10月24日 | ☆    | 4R      | 判定3-0 | カルロス・ガルシア・ヘルナンデス | プエルトリコ   |                                           |
| 7            | 2010年8月28日  | ☆    | 2R 終了 | TKO     | デオン・ナッシュ                 | アメリカ合衆国 |                                           |
| 8            | 2011年9月23日  | ☆    | 1R 1:32 | KO      | エリック・ドレイパー             | アメリカ合衆国 |                                           |
| 9            | 2012年3月24日  | ☆    | 5R 2:21 | TKO     | ショーン・ローリー・ウィルソン   | アメリカ合衆国 |                                           |
| 10           | 2012年12月8日  | ☆    | 4R 終了 | TKO     | エドガー・ペレス                 | アメリカ合衆国 |                                           |
| 11           | 2013年1月26日  | ☆    | 5R 終了 | TKO     | ジョシュ・ウィリアムズ           | アメリカ合衆国 |                                           |
| 12           | 2013年3月2日   | ☆    | 3R 1:24 | KO      | ギルバート・ベネガス             | アメリカ合衆国 |                                           |
| 13           | 2013年4月20日  | ☆    | 5R 終了 | TKO     | オルランド・ロラ                 | メキシコ       |                                           |
| 14           | 2013年6月1日   | ☆    | 2R 2:26 | TKO     | ルイス・ヘルナンデス             | エクアドル     |                                           |
| 15           | 2013年8月9日   | ☆    | 2R 2:23 | KO      | アントワン・スミス               | アメリカ合衆国 |                                           |
| 16           | 2013年9月12日  | ☆    | 7R 1:50 | TKO     | ロゲリオ・デ・ラ・トーレ         | アメリカ合衆国 |                                           |
| 17           | 2013年12月13日 | ☆    | 5R 0:29 | KO      | ジョセフ・デ・ロス・サントス     | ドミニカ共和国 |                                           |
| 18           | 2014年4月26日  | ☆    | 3R 終了 | TKO     | エクトール・ムノス               | アメリカ合衆国 |                                           |
| 19           | 2014年9月11日  | ☆    | 7R 1:23 | TKO     | ノルベルト・ゴンザレス           | メキシコ       |                                           |
| 20           | 2014年12月13日 | ☆    | 3R 0:38 | KO      | レニー・ボタイ                   | イタリア       |                                           |
| 21           | 2015年3月28日  | ☆    | 10R     | 判定3-0 | マイケル・フィニー               | アメリカ合衆国 |                                           |
| 22           | 2015年9月12日  | ☆    | 3R 2:33 | TKO     | コーネリアス・バンドレイジ       | アメリカ合衆国 | IBF世界スーパーウェルター級タイトルマッチ |
| 23           | 2015年11月28日 | ☆    | 4R 1:16 | TKO     | ウィルキー・キャンプフォート     | ハイチ         | IBF防衛1                                  |
| 24           | 2016年5月21日  | ☆    | 12R     | 判定3-0 | オースティン・トラウト           | アメリカ合衆国 | IBF防衛2                                  |
| 25           | 2016年12月10日 | ☆    | 5R 2:06 | KO      | ジュリアン・ウィリアムズ         | アメリカ合衆国 | IBF防衛3                                  |
| 26           | 2017年7月29日  | ☆    | 4R 2:13 | TKO     | ホルへ・セバスチャン・エイランド | アルゼンチン   | WBC世界ミドル級挑戦者決定戦               |
| 27           | 2018年4月21日  | ☆    | 2R 0:55 | KO      | ウーゴ・センテノ・ジュニア       | アメリカ合衆国 | WBC世界ミドル級暫定王座決定戦             |
| 28           | 2018年12月22日 | ☆    | 12R     | 判定3-0 | マット・コロボフ                 | ロシア         | WBC暫定防衛1                              |
| 29           | 2019年6月29日  | ☆    | 12R     | 判定3-0 | ブランドン・アダムス             | アメリカ合衆国 | WBC暫定防衛2→正規王座に認定               |
| 30           | 2019年12月7日  | ☆    | 7R 0:28 | TKO     | デニス・ホーガン                 | アイルランド   | WBC防衛3                                  |
| 31           | 2020年9月26日  | ☆    | 12R     | 判定3-0 | セルゲイ・デレフヤンチェンコ     | ウクライナ     | WBC防衛4                                  |
| 32           | 2021年6月19日  | ☆    | 12R     | 判定3-0 | ファン・マシアス・モンティエル   | メキシコ       | WBC防衛5                                  |
| 33           | 2023年11月25日 | ☆    | 10R     | 判定3-0 | ホセ・ベナビデス                 | アメリカ合衆国 |                                           |
| 34           | 2025年5月31日  | ☆    | 6R 0:01 | TKO     | トーマス・ラマンナ               | アメリカ合衆国 | WBAアメリカ大陸スーパーミドル級王座決定戦 |
| テンプレート |                |      |         |         |                                  |                |                                           |

## 獲得タイトル
- IBF世界スーパーウェルター級王座（防衛3=返上）
- WBC世界ミドル級暫定王座（防衛1=正規王座に認定）
- WBC世界ミドル級王座（防衛5=剥奪）
- WBAアメリカ大陸スーパーミドル級王座

## ペイ・パー・ビュー売上げ
| 日付          | イベント | 売上げ          | テレビ局 |
| ------------- | --- | --------------- | -------- |
| 2020年9月26日 | ジャーモール・チャーロ vs. セルゲイ・デレフヤンチェンコ（第一部） ジャーメル・チャーロ vs. ジェイソン・ロサリオ（第二部） | 10万件 - 12万件 | Showtime |